# (32936) 1995 SA44
1995 SA44 (asteroide 32936) é um asteroide da cintura principal. Possui uma excentricidade de 0.05919830 e uma inclinação de 9.16988º.
Este asteroide foi descoberto no dia 25 de setembro de 1995 por Spacewatch em Kitt Peak.